# Grupoid
Grupoid v abstraktni algebri je v starejši slovenski matematični terminologiji osnovna vrsta algebrske strukture in je urejeni par (S, f), kjer je S neprazna množica, f pa dvočlena operacija na njej. Ker se v angleščini ista beseda uporablja za dosti bolj pomembno matematično strukturo, se je prilagodila tudi slovenska terminologija. Tako je grupoid kategorija, v kateri so vsi morfizmi izomorfizmi. Poseben primer grupoida je grupa, ki je grupoid z enim samim objektom. V algebri grupo predstavimo tudi kot množico, ki je opremljena z dvočleno operacijo (množenje), nevtralnim elementom in operacijo inverz. To je enakovredno kategoriji z enim objektom, v kateri elementi grupe ustrezajo morfizmom, množenje kompoziciji morfizmov in nevtralni element identiteti na objektu.
Novejši izraz za grupoid v algebrskem smislu je magma, ki ga je uvedel Bourbaki. Izraz grupoid je uvedel Ore.

## Vrste grupoidov
Grupoidi se posebej ne raziskujejo. namesto tega obstaja več različnih vrst grupoidov, kar je odvisno od tega kateri aksiom se potrebuje za operacijo. V splošnem se raziskujejo naslednje vrste grupoidov:
- kvazigrupe, neprazni grupoidi, kjer je deljenje vedno mogoče,
- zanke, kvazigrupe z nevtralnimi elementi,
- polgrupe, grupoidi z asociativno operacijo,
- monoidi, polgrupe z nevtralnimi elementi,
- grupe, monoidi z obratnimi elementi, oziroma enakovredno, asociativne zanke, ki so vedno kvazigrupe,
- Abelove grupe, grupe s komutativno operacijo.